# 大佛

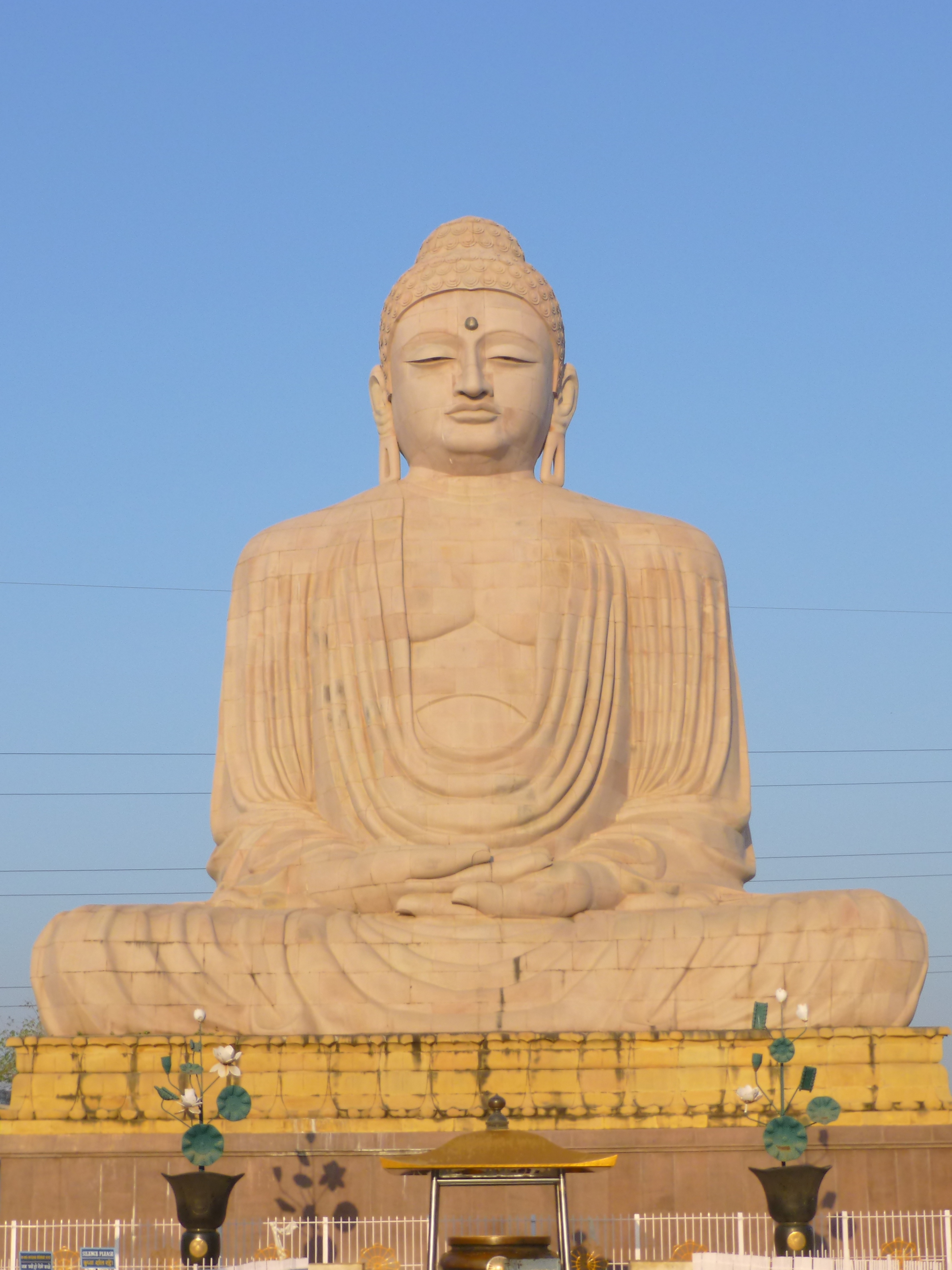
菩提伽耶大佛

大佛，也称大型露天佛像，古称大像，是指露天的大型佛像，供信众瞻仰，是某个地区的佛教信仰兴盛到一定程度的产物。

## 标准
有研究指出，古代文献中将超过一丈六尺的佛教青铜造像称为“大像”，并将约三丈以上的石雕佛造像称大像。中国国家宗教事务局相关细则中规定，大型露天佛像指单体佛像高度（含基座）或长度超过10米，群体佛像数量超过10尊。

## 各地大佛
中國大陸
中国的大佛以北魏和平年间的云岗大佛历史最为悠久。中国大陆、港、澳现存大佛以“五方五佛”最具知名度。五方五佛按建造年代的先后依次是：
北方 云岗大佛
中央 龙门大佛
西方 乐山大佛
南方 天坛大佛
东方 灵山大佛
台灣
八卦山大佛
佛光山大佛
日本
奈良大佛
鎌倉大佛
兵庫大佛
高岡大佛
牛久大佛
南韓
法住寺大佛
奉恩寺彌勒大佛
新興寺大佛
阿富汗
巴米揚大佛
緬甸
Laykyun Sekkya